# Bernhard Weber
Pour les articles homonymes, voir Weber.
Bernhard Weber (1969, Bonn) est un auteur de jeux de société allemand.
Il est consultant en jeux et participe à la Team Annaberg avec Marcel-André Casasola Merkle, Jens-Peter Schliemann et Christwart Conrad.

## Ludographie
- Downtown, 1996, Abacus
- IDO, 1998, Goldsieber / Rio Grande
- Alcatraz, 1999, FX
- Laguna, 2000, Queen Games
- Aquädukt, 2005, Schmidt Spiele